# Tadjourah
Tadjourah (Tadjoura)   este un oraș  în  partea de est a statului Djibouti,  centru administrativ al regiunii  Tadjourah. Port la golful Tadjourah.